# Frank Carlucci
Frank Charles Carlucci III (Scranton, 18 ottobre 1930 – McLean, 3 giugno 2018) è stato un politico e militare statunitense.
Carlucci ha ricoperto vari incarichi di governo nelle amministrazioni repubblicane, tra il 1971 e il 1989. In particolare sotto l'amministrazione di Ronald Reagan, ha svolto il ruolo di segretario della difesa degli Stati Uniti dal novembre del 1987 al gennaio del 1989.

## Biografia
Nato in Pennsylvania da una famiglia di origini italiane da Santomenna (SA), si laurea a Princeton nel 1952 e in seguito consegue il master alla Harvard Business School. Ufficiale di Marina, tra il 1956 e il 1969 lavora per il Dipartimento di Stato.
Negli anni '70 comincia la sua carriera politica. Dopo un primo incarico nell'amministrazione Nixon, ricopre il ruolo di ambasciatore in Portogallo tra il 1974 e il 1977 proprio in concomitanza con la Rivoluzione dei garofani e l'avvio dell'importante periodo di transizione che ne seguì. Nominato da Jimmy Carter vicedirettore della CIA, ricopre questo incarico tra il 1978 e il 1981, quindi è vicesegretario alla difesa tra il 1981 e il 1983 ed entra nel Gabinetto del presidente Reagan nel 1986 come consigliere per la sicurezza nazionale. L'anno seguente sostituisce il dimissionario Caspar Weinberger come segretario della difesa. Resta in carica per 14 mesi fino alla fine del mandato di Reagan.
Conclusa così l'attività politica, dal 1992 al 2003 ha diretto la società di investimenti Carlyle. Tra le altre varie attività intraprese si segnala la partecipazione alla RAND Corporation. È stato, inoltre, membro del Comitato d'onore della Drug Policy Alliance, un'associazione che sostiene la legalizzazione delle droghe.